# Thaumatomerope
Thaumatomerope (лат.) — ископаемый род насекомых-скорпионниц из семейства Thaumatomeropidae (Mecoptera). Обнаружен в отложениях триаса (около 240—230 млн лет) в Кыргызстане и Китае.

## Этимология
Родовое название Thaumatomerope происходит от сочетания латинских слов Thauma- («чудо») и Merope (традиционная часть родовых названий в Mecoptera).

## Распространение
Обнаружен в Кыргызстане (Карнийский ярус) и Китае (Ладинский ярус) в отложениях триаса (около 240—230 млн лет).

## Описание
Длина переднего крыла около 1 см. Жилка SC ветвится на 2—4 продольные жилки. Жилка R имеет 3—5 вершинных ответвлений. У жилок RS, MA и MP в сумме от 18 до 33 ветвей.

## Систематика
Известно 5 ископаемых видов. Род был впервые описан в 1974 году российским палеоэнтомологом Александром Павловичем Расницыным (ПИН РАН, Москва, Россия) по отпечаткам крыльев и первоначально включён в состав семейства Meropeidae. Позднее Thaumatomerope и род Blattomerope рассматривались древнейшими представителями семейства Eomeropidae. Таксон Thaumatomeropidae был выделен в 1978 году в ранге подсемейства Thaumatomeropinae Willmann 1978 в Eomeropidae. В 1994 году повышено до статуса семейства. Тауматомеропиды демонстрируют мозаичное жилкование, близко напоминающее таковое у Meropeidae и Eomeropidae, но при этом отличающееся некоторыми более «примитивными» признаками.. В 2023 году из триаса Китая был описан вид Thaumatomerope sinensis.
- †Thaumatomerope sinensis Lian & Huang in Lian et al., 2023 (Yanchang Formation, Китай)[8]
- †Thaumatomerope madygenica Rasnitsyn, 1974[1]
- †Thaumatomerope minuta Rasnitsyn, 1974[1]
- †Thaumatomerope oligoneura Rasnitsyn, 1974[1]
- †Thaumatomerope sogdiana Rasnitsyn, 1974[1]